# Роман, Франсуаза
Франсуаза Роман (фр. Françoise Romand, 10 марта 1955, Марсель) – французский кинорежиссёр-документалист.

## Биография
Окончила Институт высших кинематографических исследований в Париже (фр. IDHEC, 1974). Работает в жанре художественного документа (фр. documentaire-fiction). Первую ленту сняла в 1977. Известность ей принесла вторая работа «Неразбери-пойми» (1985), высоко оценённая американской кинокритикой:  журнал Чикаго Ридер включил её в число 15 лучших фильмов 1980-х годов. В 1995 ретроспектива работ Роман прошла в  Центральном киноинституте Чикаго. В 1999-2000 она  преподавала киноискусство в Гарварде.
Дружит и сотрудничает с Аньес Варда.

## Творческая характеристика
В центре фильмов Роман – проблема идентичности персонажей, что изобретательно обыгрывается ею и в названиях лент, которые чрезвычайно трудно перевести на другой язык: фильм 2000 г. «Закон моего “Я”» (фр. La règle du Je) отсылает по-французски к «Правилам игры» (фр. La règle du jeu) , «Тема "Я"» (2004, фр.  Thème Je) - к «Я тебя люблю» (фр. Je t’aime) и т.п. Режиссёр обращается к жанру хеппенинга (Ciné-Romand, 2009) , использует конструкцию «фильм в фильме», подчеркивая сценическую (кинематографическую) природу происходящего в её лентах. Работает с крупными современными композиторами (Брюно Куле и др.).

## Фильмография
- 1985 : Mix-Up ou Méli-Mélo  63’
- 1986 : Appelez-moi Madame   52'
- 1992 : Les miettes du purgatoire  14'
- 1993 : Dérapage contrôlé  12'
- 1994 : Passé-Composé  95'
- 1996 : Vice Vertu et Vice Versa  87'
- 1997 : L'enfant Hors-Taxes  26'
- 1999 : Croisière sur le Nil  8 x 26'
- 2000 : La règle du Je  15'
- 2000 : Agnès Varda's Feet  5'
- 2002 : La règle du je tu elle il  80'
- 2002 : Iconoclash  26'
- 2003 : Si toi aussi tu m'abandonnes  52'
- 2008 : 22 ans plus tard... / Onboard  30'
- 2009 : Ciné-Romand  86’
- 2010 : Sound of Vinyl  23'
- 2010 : Gais Gay Games  30'
- 2011 : Thème Je (The Camera I) 107'
- 2012 : Teleromand 90'
- 2015 : Baiser d'encre 92'
- 2018 : Jiraïr 22'
- 2023 : Ma vie de merde 14'